# هدى الغصن
هدى محمد الغصن (ولدت في 19 نوفمبر 1957) هي مديرة تنفيذية سعودية سابقة. كانت الغصن المديرة التنفيذية لإدارة الموارد البشرية في شركة أرامكو السعودية، شركة النفط والغاز الوطنية في المملكة العربية السعودية. اُخيرنَ ضمن أقوى سيدات الأعمال العرب في العالم من قبل فوربس الشرق الأوسط وواحدة من أكثر النساء العربيات تأثيراً في العالم من قبل أريبيان بزنس. نُشر كتابها الأول، بلا قيود (Unbounded)، في عام 2022.

## التعليم
حصلت الغصن على درجة البكالوريوس في الأدب الإنجليزي من جامعة الملك سعود، الرياض عام 1980. وحصلت على ماجستير إدارة الأعمال من الجامعة الأميركية في واشنطن العاصمة عام 1986.

## المسيرة المهنية
انضمت الغصن إلى أرامكو السعودية عام 1981. وفي عام 2006، رُقيت إلى منصب مدير إدارة سياسات وتخطيط الموارد البشرية في أرامكو السعودية، وفي عام 2009، رُقيت إلى منصب المدير العام لمنظمة التدريب والتطوير، لتصبح أول امرأة تتولى هذا المنصب في تاريخ الشركة الذي كان يبلغ آنذاك 76 عامًا. ساهمت في تقدم المرأة في أرامكو السعودية من خلال إنشاء مبادرتين: "المرأة في قطاع الأعمال" (Women in Business)، للنساء في بداية مسيرتهن المهنية، و"المرأة في القيادة" (Women in Leadership)، للموظفات الأكثر خبرة.
في عام 2012، أصبحت أول امرأة تتولى منصبًا تنفيذيًا في أرامكو السعودية عندما رُقيت إلى منصب المدير التنفيذي للموارد البشرية. وظلت رئيسة الموارد البشرية في الشركة حتى تقاعدها في 28 ديسمبر 2017.
بالإضافة إلى مناصبها في أرامكو السعودية، عملت الغصن كعضو في العديد من مجالس الإدارة بما في ذلك فيلا البحرية العالمية، وشركة ينبع أرامكو سينوبك للتكرير (ياسرف)، وجونز هوبكنز أرامكو للرعاية الصحية، وبوبا العربية، وكريدي سويس السعودية. كما كانت عضوًا في المجلس الاستشاري القيادي لـالشركة السعودية للكهرباء والجمعية العربية للموارد البشرية.
حالياً، الغصن عضو في مجلس إدارة البنك الأهلي السعودي (SNB) ومؤسسة شوبرا، وعضو في لجنة الترشيحات والمكافآت في شركة الإتصالات إس تي سي السعودية ومؤسسة هيفولوشن.

## التقدير
صُنفت الغصن من قبل فوربس الشرق الأوسط في المرتبة الرابعة ضمن قائمتها لأقوى النساء العربيات في مجال الإدارة التنفيذية. كما حصلت على جائزة المرأة العربية لعام 2014 من مجلة أريبيان بزنس التي صنفتها كواحدة من أكثر الشخصيات تأثيراً في مجال الطاقة.
حصلت على جوائز تقدير وإنجاز لجهودها في التوعية التعليمية وبرامج تطوير المرأة من العديد من الهيئات، بما في ذلك الغرفة التجارية الثنائية الأمريكية العربية (2016)، ومعهد جوائز التميز في الشرق الأوسط (2016)، وجوائز إنجازات أريبيان بزنس (2015)، وجائزة المرأة العربية، المملكة العربية السعودية (2014).